# Paul Rambié
Paul Rambié est un artiste peintre né le 24 mai 1919 à Boucau (Pyrénées-Atlantiques) et mort le 24 octobre 2020 à Paris. On l'a salué comme étant « le peintre de l'angoisse mystique ».

## Biographie
La vocation que, tout enfant, Paul Rambié ressent en lui de dessiner et de peindre est interrompue par la Seconde Guerre mondiale : c'est pour lui, en 1939, la Campagne d'Orient en Syrie et au Liban, puis de 1942 à 1945, la déportation du travail en Allemagne. Ce n'est donc qu'en 1945 qu'il entre à l'école des beaux-arts de Bayonne nouvellement créée par Louis-Frédéric Dupuis (1909-2003) envers qui il conservera toute sa vie reconnaissance et vénération : « c'est lui qui m'a mis en recherche de toutes les vibrations sourdes les plus démunies de lumière, autrement dit des valeurs noires ». C'est aussi l'époque de la naissance d'une longue amitié avec le peintre Roland Bierge, né comme lui à Boucau. En 1947, Paul Rambié connait la première de ces "expériences mystiques" qui vont personnaliser son œuvre sombre où, à l'instar de Maurice Rocher (les deux artistes se sont fréquentés), il mêlera durablement ferveur chrétienne et vision tragique de l"humanité.
Les soutiens de Pierre Mallet, futur directeur des Beaux-arts de Bayonne, et de Joseph Dalromane, organiste et compositeur, conduisent Paul Rambié à sa première exposition à Paris en 1955. Il y est alors remarqué par Maurice Gieure, spécialiste de Georges Braque et de Pablo Picasso, dont la publication d'un texte élogieux lui amène ses premiers collectionneurs. Cet élan initié par Maurice Gieure aboutit aux expositions chez Raymond Creuze, Denise Riquelme, puis rapidement aux États-Unis et en Espagne. Avec l'artiste peintre Marixa, il est l'un des membres fondateurs du groupe Le Grenier d'Ustaritz, groupe créé en 1960.
De 1966 à 1971, Paul Rambié enseigne la peinture et le dessin au centre socio-culturel de Cambo-les-Bains. C'est durant cette période (en 1968) que naît sa manière musicaliste. C'est de 1976 que date son installation à Paris, bientôt suivie d'expositions régulières à la Galerie Serge Garnier, parallèlement au Salon des indépendants, au Salon d'automne, au Salon Comparaisons et au Salon des 109 où il rejoint son ami Roland Bierge.
La reconnaissance internationale de son œuvre a fait que Paul Rambié s'est rendu en Espagne, en Italie, en Grèce, en Israël, aux États-Unis et au Pérou, les lieux visités depuis le Musée du Prado jusqu'au Machu Picchu occasionnant les grands ressourcements d'une peinture toute de spiritualité et, pour citer Guy Vignoht, « dématérialisée par l'ascétisme »

## Œuvres (Sélection)
- Portrait gris, huile sur toile 73x60cm, collection du Musée d'art moderne de la ville de Paris.
- Le juge, huile sur toile 146x97cm, 1963, collection du Musée Despiau-Wlérick, Mont-de-Marsan.
- Violoncelle bleu, huile sur toile 162x114cm, datée 1968, Prix de l'O.R.T.F. 1970.
- Pavane pour une infante, huile sur toile, Grand Prix de S.A.S. le Prince Rainier III de Monaco, 1981.
- Les Illuminations - Rimbaud, huile sur toile 195x130cm, 1984, Fonds national d'art contemporain.
- Apocalypse de Saint Jean, suite de vingt tableaux 195x130cm, 1991. Exposés à Orlando en 1992 et à New-York en 1993.

## Expositions

### Expositions personnelles

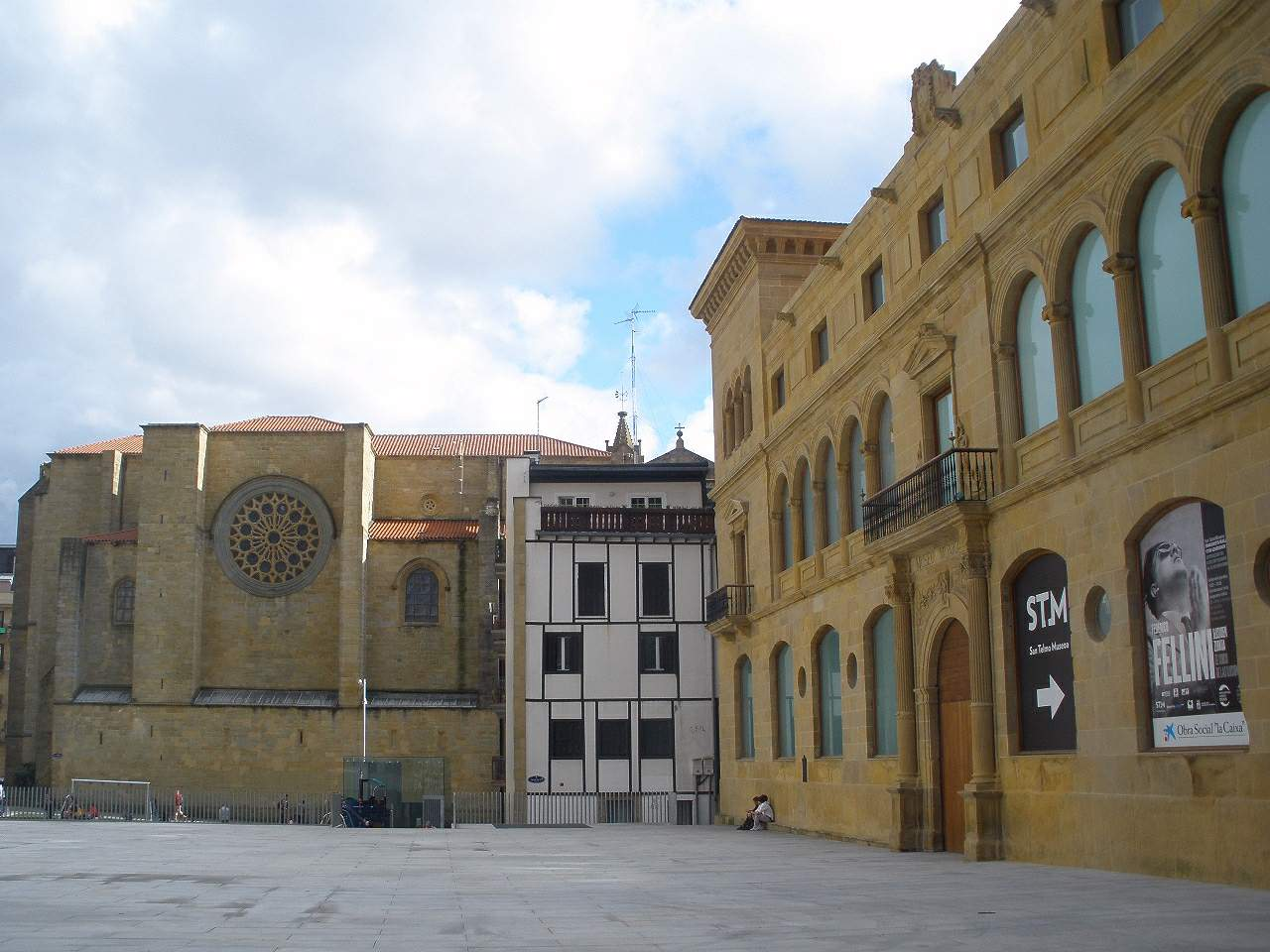
Musée San Telmo, Saint-Sébastien (Espagne)

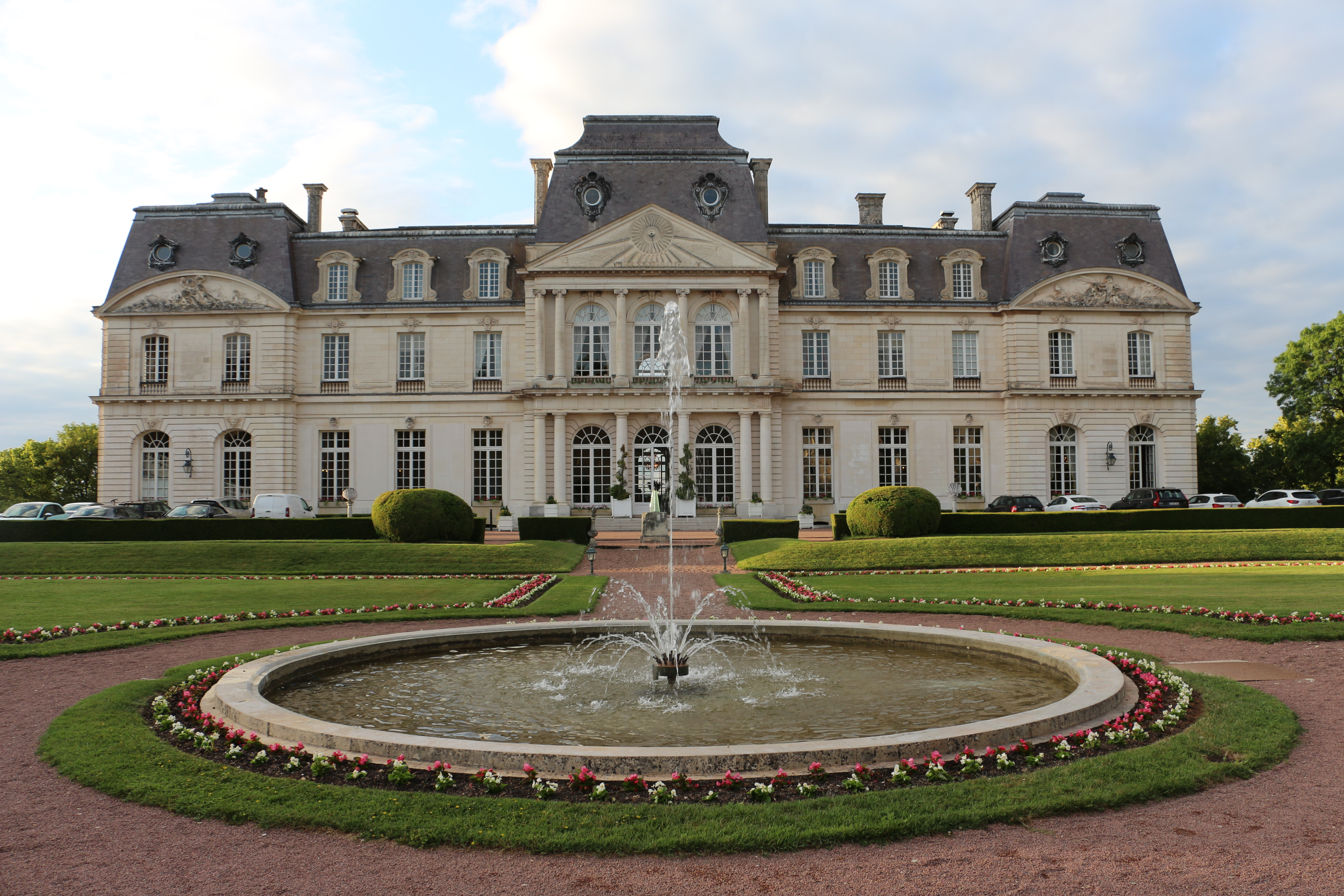
Château d'Artigny, Tours

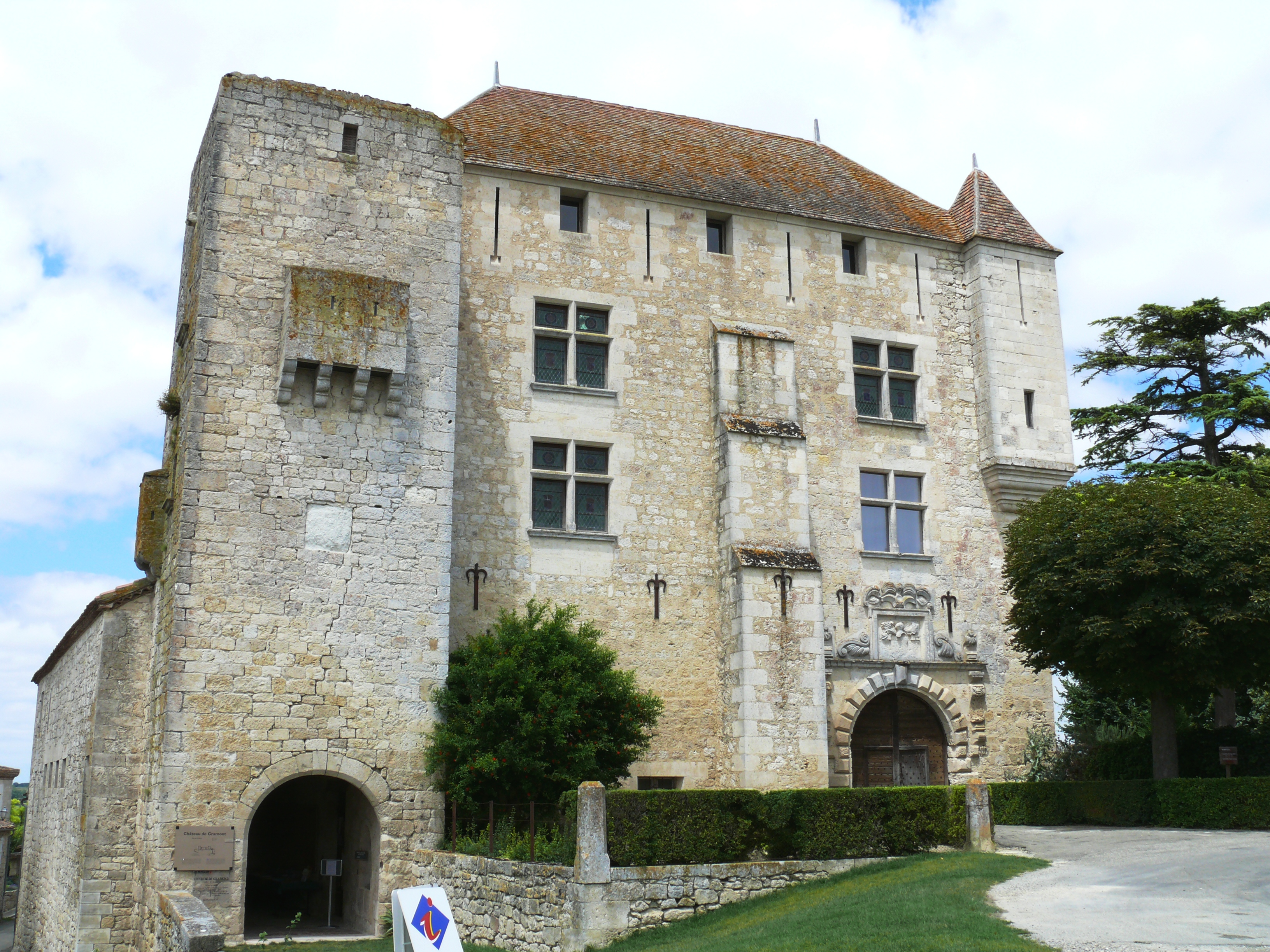
Château de Gramont (Tarn-et-Garonne)

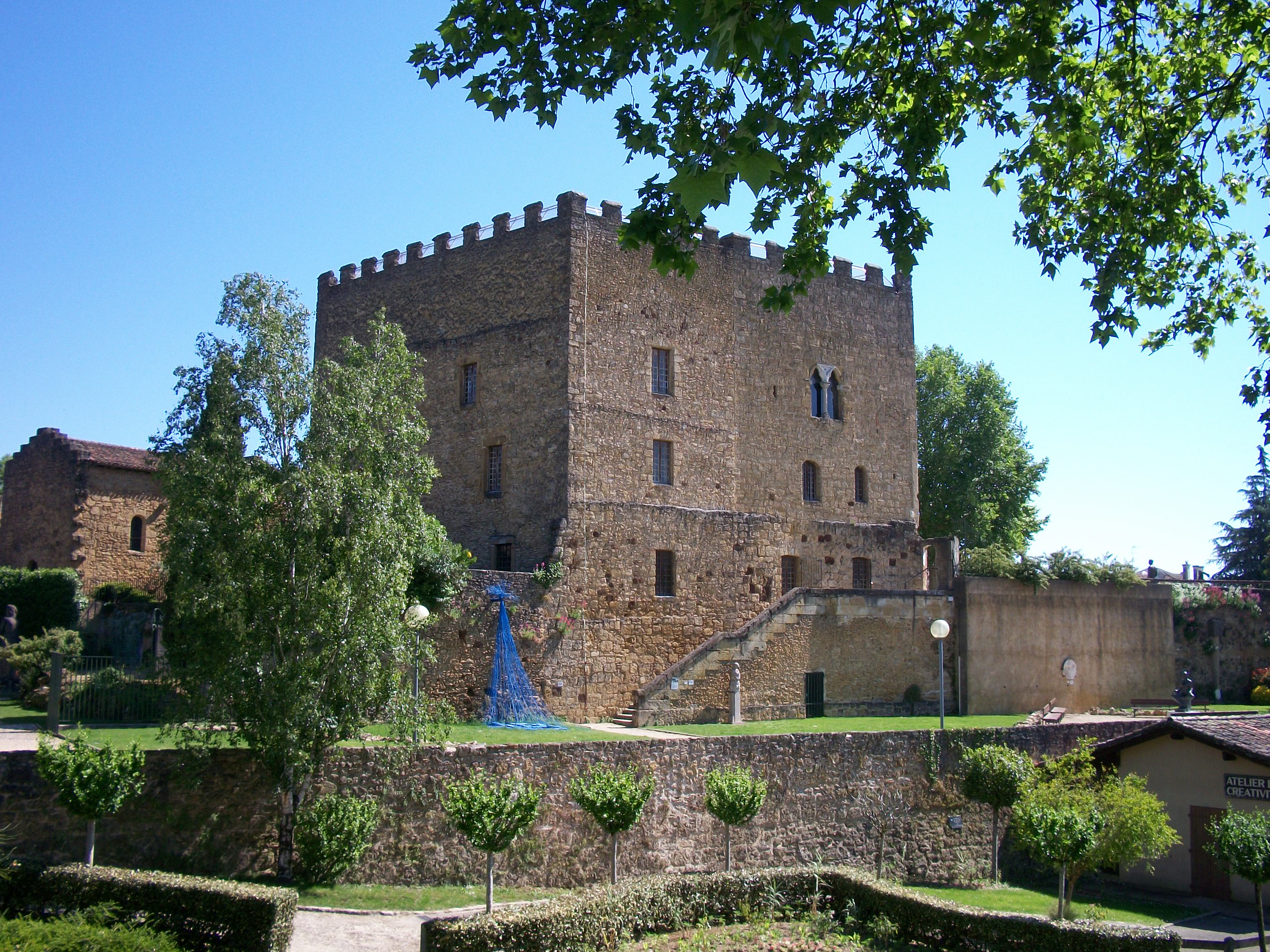
Musée Despiau-Wlérick, Mont-de-Marsan

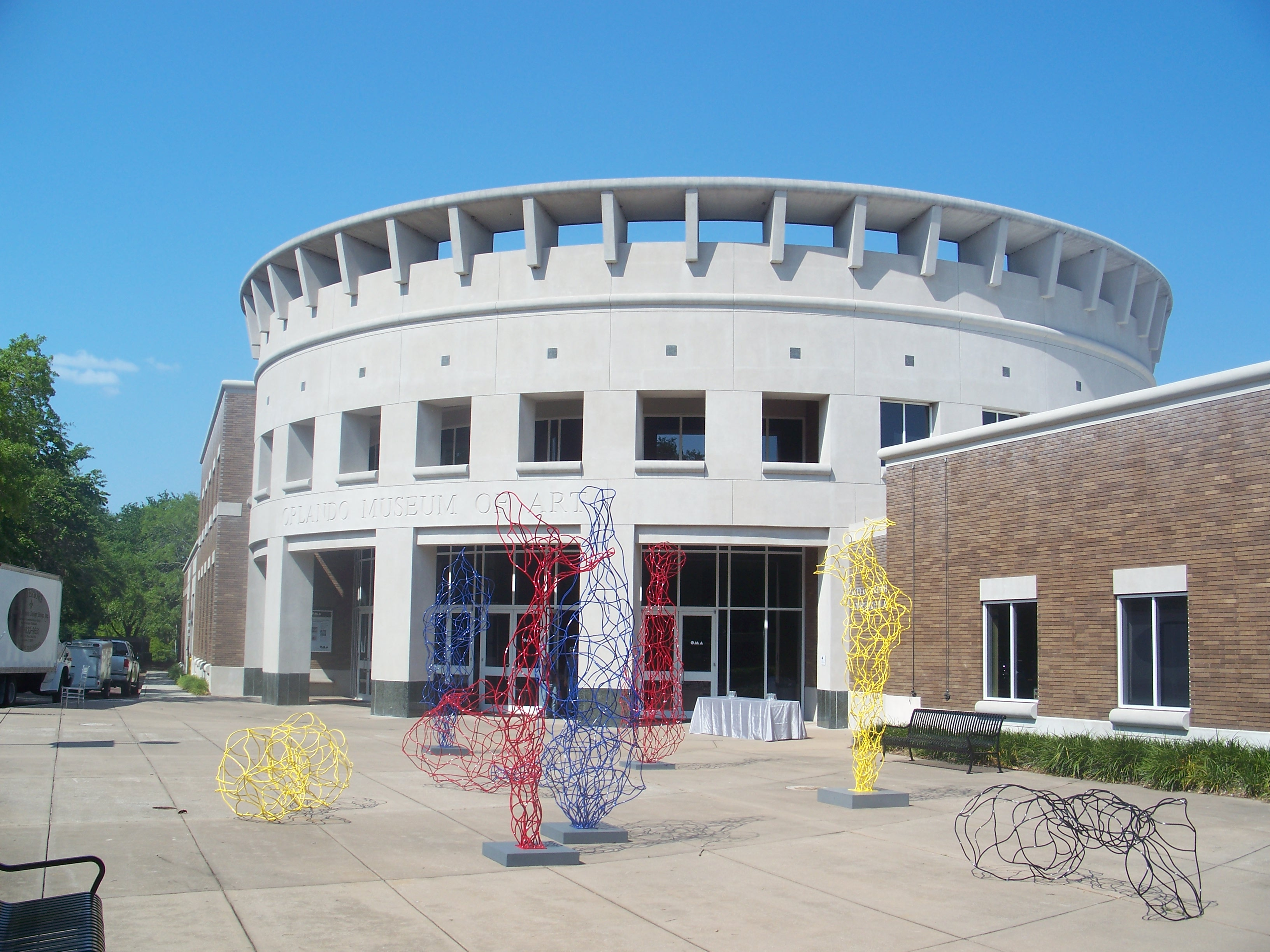
Orlando Museum of Art, Floride

- Galerie Georges Page, Bayonne, 1950.
- Galerie Palme, Paris, 1955.
- Galerie Georges Page, Bayonne et Galerie Raymond Creuze, Paris, 1957.
- Galerie Mariac, Paris, 1958.
- Galerie Franz Bader, Washington, 1959.
- Galeries Denise Riquelme, Paris et Biarritz, juin 1959[6], 1960, 1961 et 1963.
- Galerie San Jorge Teniver, Madrid, 1961.
- Salon de l'Hôtel de Ville, Bayonne, 1962, 1964, 1966, 1967, 1970, 1972 et 1973.
- Galerie du Lys de France, Biarritz, 1962.
- Galerie des Arts, Lille, 1963.
- Galerie Julliard, Versailles, 1965.
- Galerie Henquez, Paris, 1966.
- Galerie Guernica, Bayonne, 1967.
- Galerie de l'atelier, Toulouse, 1968.
- Maison de la culture, Le Havre, 1968.
- Galerie Darroquy, Saint-Jean-de-Luz, 1968.
- Musée San Telmo, Saint-Sébastien (Espagne), 1968.
- Peintures musicalistes, Théâtre des Champs-Élysées, Paris, 1969 (plaquette monographique par Raymond Charmet).
- Château d'Artigny, Tours, 1971.
- Karlshall, Ansbach (Allemagne), 1971.
- Palais des congrès de Paris, 1971.
- Maison de la culture d'Amiens, 1971.
- Galerie Myriade Diffusions, Genève, 1971.
- Espace Cardin, Paris, 1972.
- Galerie de l'Université, Paris, 1974.
- Château de Gramont (Tarn-et-Garonne), 1974.
- Galerie Sysley, Bruxelles, 1979.
- Galerie Serge Garnier, Paris, 1979, 1981, 1983, 1989, 1996 et 1999.
- Rétrospective Paul Rambié, Musée Despiau-Wlérick, Mont-de-Marsan, 1980.
- Galerie de la Mandragore, Périgueux, 1980.
- M.J.C., Neuilly-sur-Seine, 1980.
- Orangerie du Château de Versailles, 1981.
- Musée du Gemmail, Tours, 1982.
- Galerie Kintz-Europe, Bruxelles, 1983.
- Rétrospective Paul Rambié, Musée Bonnat, Bayonne, 1983.
- Galerie Valmay, Paris, 1984.
- Galerie Génélis, Toulouse, 1985.
- Le Patio, Hôtel de Ville d'Anglet, 1985, 1987, 1991 et 1993.
- Moulin des Arts, Mont-de-Marsan, 1986.
- Galerie d'Orsay, Paris, 1986.
- Fondation Taylor, Paris, 1987.
- Institut français d'Athènes (Grèce), 1988.
- Hôtel de Savigny, Provins, 1988.
- Galerie Vanuxem, Paris, 1988 et 1989.
- Alliance française et Banco de Lima, Lima et Trujillo (Pérou), 1990.
- Galerie des Carmes, Rouen, 1990.
- Atlanta Fulton Public Library, Galerie Lowe et Consulat de France, Atlanta (Georgie), 1992.
- Orlando Museum of Art (en), Orlando (Floride), 1992.
- Galerie Albertson-Peterson, Winter Park (Floride), 1992.
- Institut franco-portugais de Lisbonne (Portugal), 1992.
- Musée des Hôpitaux de Paris, 1992.
- Ambassade de France, New York, 1993.
- Galerie Dmochowski, Paris, 1993.
- Rétrospective Paul Rambié, Galerie municipale Georges-Pompidou, Anglet, 1994.
- Galerie d'Athènes, Athènes (Grèce), 1995.
- Galerie des Franciscains, Saint-Nazaire, 1995.
- Maison Monnet, Sainte-Adresse (Seine Maritime), 1999.
- Atrium des Saints-Pères, Paris, 1999.
- Instituts français de Kiev, Kharkov et Odessa (Ukraine), 2001.
- Paul Rambié - Esprit de Lumières, Villa Béatrix-Enea et Galerie Georges-Pompidou, Anglet, décembre 2015 - janvier 2016[7],[8].

### Expositions collectives
- Union bayonnaise des Arts, Hôtel de Ville de Bayonne, 1948.
- Salon d'automne, Paris, 1948, 1950, 1973, 1974, 1975, 1977, 1978, 1979, 1980 (invité d'honneur: une salle est consacrée à Paul Rambié en exposition-hommage), 1981 et 1985.
- Galerie des Beaux-Arts, Bordeaux, exposition du groupe Regard à Bordeaux (avec Pierre Mallet), 1956.
- Musée d'art et d'histoire de Cognac: Quelques tendances de la jeune peinture contemporaine, 1959.
- Caja de ahorros, Pampelune, 1960.
- Salon de l'Union bayonnaise des arts, Bayonne, 1960.
- Premières expositions du groupe Le grenier d'Ustaritz, groupe fondé avec Marixa chez le sculpteur Guy Laurendeau de Juniac (1908-2000) à Ustaritz et à la Galerie Georges Page, Bayonne, 1960.
- Salon Comparaisons, Paris, 1961, 1962, 1963, 1977, 1978, 1979 et 1980.
- Expositions du groupe Le grenier d'Ustaritz, Galerie Dubernet, Tarbes, Ateneo de Jovelianos, Gijón (Espagne), Escuela de Artes, Avila (Espagne), Galeria de exposiciones, Oviedo (Espagne), Ustaritz, 1961.
- Salon de Brantôme (Dordogne), 1964.
- XIVe Salon d'Art sacré, Musée d'art moderne de la ville de Paris, 1964.
- Salon du Lions Club de Rueil-Malmaison, 1965.
- Salon des indépendants, Paris, 1965.
- Peintres français contemporains, Musée d'art de São Paulo (Brésil), 1965.
- Artistes de la Côte basque, Galerie de la cité administrative, Biarritz, 1966.
- Trente peintres du Pays basque, Villa Arnaga, Cambo-les-Bains, 1966.
- Art français au Canada, Montréal, 1966.
- Salon d'Art sacré, Paris, 1966.
- Exposition du groupe Le grenier d'Ustaritz, Urrugne, 1966.
- Les peintres de la Galerie Guernica, Foyer de l'Ecole centrale, Lyon, 1967, et Maison de l'Infante, Saint-Jean-de-Luz, 1968.
- Artistes bayonnais, Pavillon des arts, Mont-de-Marsan, 1967 et 1975.
- Peinture française contemporaine, Lokeren, Belgique, 1971.
- Maler aus Anglet, Ansbach (Allemagne), 1973.
- Salon Art et Christianisme, Paris, 1973.
- Sélection du Salon d'Automne de Paris, Varsovie et Katowice (Pologne), 1973.
- Cinquante peintres du Salon d'Automne, Tokyo, Nagoya, Kyoto, Osaka (Japon), 1976.
- Biennale d'Art sacré, Lourdes, 1979 et 1981.
- Salon de Printemps, peintres en Champagne, Châlons-en-Champagne, 1980 et 1981.
- XVe Salon d'art contemporain de Monte-Carlo, 1981.
- Salon de la Jeune Peinture, Paris, 1981 et 1985.
- Expression intérieure, Forum des Halles, Paris, 1982.
- Peintres en Yvelines, Orangerie du Château de Versailles, 1982.
- Rencontre 1982, Musée Despiau-Wlérick, Mont-de-Marsan, 1982.
- Vingt maîtres modernes et contemporains (avec Roland Bierge, Maurice Rocher, Léon Zack, Henri Goetz, André Lanskoy, Arman, Ljuba, Oleg Tselkov...), Galerie Serge Garnier, Paris, 1983.
- Salon de la Figuration critique, Paris, 1984, 1985[9].
- Groupe des 109, Musée des beaux-arts de Carcassonne (Aude), 1984.
- Mac 2000, Paris, 1985.
- Art visionnaire, Galerie Ile des Arts, Paris, 1985.
- Des symbolistes aux visionnaires, Lyon, 1985.
- Peinture basque contemporaine, Saint-Sébastien (Espagne), 1985.
- Salon du dessin et de la peinture à l'eau, Paris, 1986.
- Quarante maîtres modernes et contemporains, Mont-de-Marsan, 1986.
- Groupe des 109, Palais de l'Unesco, Paris, 1986.
- Quarantième Salon d'automne de Boucau (Invités d'honneur : Roland Bierge et Paul Rambié), Boucau, 1987.
- Cent créateurs pour l'église, Troyes, 1994.
- Siècle d'art, siècle d'or, Mairie du 18e arrondissement de Paris, 1997.
- Florilège Taylor, Mairie du 9e arrondissement de Paris, 1997.
- École de Bayonne, deux générations, Espace Daniel-Bourdenx, Dax, 1997.
- Exposition itinérante: IIIe Biennale d'Art sacré: Rome, Milan, Padoue, Venise, Sienne, Blaye, Toulouse, Saint-Jacques-de-Compostelle, 1999.
- Quarante ans et plus ! - Regards sur la collection d'art contemporain de la ville d'Anglet - Hommage à Paul Rambié, villa Beatrix-Enea, Anglet, juillet-octobre 2020[10].

## Conférences de Paul Rambié
- Le noir dans l'œuvre d'Odilon Redon, Université de Lima (Pérou), 1990.

## Réception critique
- « Rambié ou l'inquiétante fascination du souvenir, du silence aux portes de la nuit. Un art d'ascétisme et de recueillement à l'espagnole: d'étonnantes compositions qui, dans leur mystère, leur aspect baroque, rejoignent l'esprit de certains peintres du XVe siècle. » - Gérald Schurr[11]

## Prix et distinctions
- Prix de la ville de Pampelune (Espagne), 1960.
- Grand prix de peinture de la ville de Biarritz, 1962 (jury: Bernard Dorival, Michel Ragon et Georges Pillement).
- Prix de la ville de Brantôme (Dordogne), 1964.
- Ve Grand Prix (franco-espagnol) de la peinture basque, Saint-Sébastien, 1970.
- Prix de l'O.R.T.F. (Prix constitué d'un voyage en Israël), 1970.
- Prix du Conseil général des Pyrénées-Atlantiques, Pau, 1977.
- Grand Prix de S.A.S. le Prince Rainier III de Monaco, 1981.
- Grand Prix Léon-Georges Baudry (décerné par la Fondation Taylor), Paris, 1986.
- Prix de l'Institut de France, Paris, 1989.

## Collections publiques

### France
- Musée municipal d'Anglet, cinq œuvres[10],[12].
- Musée Bonnat, Bayonne.
- Musée Despiau-Wlérick, Mont-de-Marsan.
- Bibliothèque nationale, Paris.
- Église Saint-Germain de Charonne, Paris, Pietà, huile sur toile 97x162cm, 1995.
- Musée d'Art moderne de la ville de Paris.
- Fonds national d'art contemporain, Puteaux :
  - Tête de vieillard, huile sur toile 73x50cm, 1962[13] ;
  - Illuminations, huile sur toile 195x130cm, 1984[9].
- Musée du Gemmail, Tours.
- Musée municipal Camille-Pautet, Saint-Nazaire.
- Musée du Gemmail, Tours.

### Espagne
- Musée municipal de Pampelune.
- Musée San Telmo, Saint-Sébastien.

### États-Unis
- Orlando Museum of Art (en), Orlando (Floride).